# Fem på nya äventyr (film)
Fem på nya äventyr (danska: De Fem og spionerne) är en dansk film från 1969 i regi av Katrine Hedman som också bearbetade Enid Blytons bok Five Go Adventuring Again till manus för filmen. 
Filmen distribuerades i Sveriges av Anglo Film.

## Handling
De tre syskonen Julian, Dick och Anne kommer till kusinen, Georges hem i Kirrin. I boken var det jullov men i filmen var det sommarlov. Dåliga skolresultat gör att barnen får undervisning av privatlärare. Under lovet försvinner dokument från farbror Quentins arbetsrum.

## Rollista
| Roll            | Skådespelare    | Svensk röst       |
| --------------- | --------------- | ----------------- |
| Georgina        | Lone Thielke    |                   |
| Dick            | Mads Rahbek     |                   |
| Julian          | Niels Kibenich  |                   |
| Anne            | Sanne Knudsen   |                   |
| Farbror Quentin | Ove Sprogøe     | Mathias Henrikson |
| Faster Fanny    | Astrid Villaume | Annicka Kronberg  |
| Johanna         | Lily Broberg    | Karin Miller      |
| Herr Roland     | John Larsen     |                   |
| Herr Sanders    | Karl Stegger    | Per Sjöstrand     |
| Fru Sanders     | Else-Marie      | Chris Wahlström   |
| Thomas          | Ivar Søe        |                   |
| Wilton          | William Kisum   |                   |

- Övriga röster – Tor Isedal, Bernt Lundquist, Olle Björling, Ylva Lundqvist, Carl-Adolf Öström, Marianne Wäyrynen, Ivo Englund
- Regi – Lasse Swärd
- Svensk version producerad av Europafilm[3]

## Produktion
Filmen spelades in i Benzonsdal i Torslunde och Novaris Film Studio i Köpenhamn.